# Руда-Хута (гмина)
Руда-Хута (пол. Ruda-Huta) — сельская гмина (волость) в Польше, входит как административная единица в Хелмский повет, Люблинское воеводство. Население — 4847 человек (на 2004 год).

## Сельские округа
1. Хромувка
2. Добрылув
3. Гдоля
4. Готувка
5. Хнишув
6. Язикув
7. Каролинув
8. Лесничувка
9. Почекайка
10. Руда
11. Руда-Хута
12. Руда-Опалин
13. Рудка
14. Зарудня
15. Жалин

## Соседние гмины
1. Гмина Хелм
2. Гмина Дорохуск
3. Гмина Савин
4. Гмина Воля-Ухруска